# Allan Border
Allan Border é um jogador de cricket da Austrália.